# Christo Stefanoff
Pour les articles homonymes, voir Stefanoff.
Christo Stefanoff, né le 6 avril 1898 à Kazanlak et mort à Val-David le 8 mars 1966, est un peintre bulgare-polonais.
Il commence sa carrière en peintre pendant l'Entre-deux-guerres et acquiert rapidement une renommée en Europe. Il peint les portraits de plusieurs célébrités, comme Whilhelmine, reine des Pays-Bas, Benito Mussolini, chef d'État de l'Italie de 1922 à 1945, l'ancien président espagnol Niceto Zamora, l'ancien président suisse Giuseppe Motta, le poète indien Rabindranath Tagore et l'actrice Greta Garbo.

## Biographie
Christo Stefanoff naît à Kazanlak en 1898. À un très jeune âge, il démontre son habileté pour la peinture en peignant la nature autour de lui et son professeur d'école secondaire à Rouschouk le convainc d'aller poursuivre des études supérieures en arts. À l'école de dessin de Bulgarie, il est remarqué par le peintre tchèque Ivan Mrkvička (en) qui le prend sous sa tutelle. Après avoir été diplômé, il est commissionné pour peindre un panorama des batailles près de Stara Zagora en 1877-1878. Sa peinture impressionne les ministres de l'éducation (bg) et de la guerre (en), en plus du tsar lui-même, qui finissent par lui accorder le titre de professeur. Avec cette nouvelle reconnaissance acquise, Stefanoff voyage à travers l'Europe. Pendant un séjour à Vienne, il développe une technique de peinture propre à lui-même, avec la spatule. En 1927, il se trouve à l'atelier du renommé peintre hongrois Philip de László et le régent de Hongrie Miklós Horthy achète une de ses peintures. Sa renommée s'accroit rapidement et le peintre tient des expositions à travers l'Europe et le Moyen-Orient. Il reçoit aussi des commandes de nombreuses personnalités politiques et de monarques.
En 1931, le jeune Bulgare traverse l'océan Atlantique et expose à Chicago, avant d'aller à Hollywood, où il réalise les portraits de l'actrice Greta Garbo et de l'acteur Conrad Veidt. Il expose pour la première fois en Pologne, à Lodz, en 1935. Impressionné par la beauté des paysages et de la culture polonaises, il s'y installe, et marie la Polonaise Irena Pludowska en 1937 et prend la nationalité polonaise. Le couple s'installe à Zakopane, une ville dans les Tatras connue pour être une destination hivernale. Lorsque la Seconde Guerre mondiale éclate, Stefanoff joint la Żegota, une organisation de résistance en collaboration avec le gouvernement en exil pour aider les Juifs. La Gestapo commence alors à l'espionner et en juin 1941, l'emprisonne, puis le torture pendant deux mois. Il est transféré à une prison de Berlin, mais est relâché peu après. Il s'enfuit avec sa femme dans les Tatras, et continue la peinture. Le couple et leur jeune fils de cinq ans sont arrêtés peu après à Lemberg et Stefanoff est séparé de sa femme et de son fils, qui finit par mourir en captivité. Il est détenu au camp de concentration de Gross-Rosen en 1944 et est par la suite transféré au camp de Nordhausen-Dora, puis au camp de Bergen-Belsen, où il est libéré par les forces alliées en 1945. À la suite de sa libération en avril 1945, l'administrateur britannique Montgomery, touché par son histoire, l'aide à le réunir avec sa femme.
Après la guerre, le couple est réuni et les deux décident de s'installer aux Pays-Bas. Le couple s'installe à Bréda, où Stefanoff fonde la société Catholique Polonaise en 1947. Sa peinture de la bataille de Monte Cassino est aujourd'hui exposée à l'hôtel de ville de Bréda (nl). En 1952, les Stefanoff arrivent au Canada. Ils choisissent de vivre à Val-David pour ses paysages et ses montagnes. Au Canada, le peintre est très actif et est notamment chargé de repeindre une section de l'oeuvre endomagée du Cyclorama de Jérusalem situé à Sainte-Anne-de-Beaupré et réalise les portraits de nombreuses personnalités canadiennes dont le cardinal Paul-Émile Léger, l'ancien gouverneur général Ramon John Hnatyshyn, l'homme d'affaires Samuel Bronfman et l'ancien consul de la Pologne Tadeusz Brzeziński (en). En 1954, il organise une exposition à l'école du Sacré-Cœur de Val-David.
En 1960, Stefanoff ouvre à Val-David sa galerie d'art, qui reste privée pendant quelques années. En 1961, il élabore avec des collègues un projet de centre culturel à Val-David, consistant en un centre culturel comprenant une galerie d'art, une chapelle, un centre d'exposition et de conférences, en plus de 20 résidences pour des étudiants en arts. Il présente la maquette de son projet à la municipalité en 1965 et demande un investissement d'un million de dollars (CAD). Avant de pouvoir concrétiser son projet, il subit une hémorragie cérébrale en décembre 1965 et est hospitalisé.
Christo Stefanoff meurt le 8 mars 1966 à Val-David et est enterré au cimetière Notre-Dame-des-Neiges, proche de la section du centre culturel polonais. Son service funéraire a lieu à l'église de Sainte-Agathe-des-Monts. Sa femme décide de fermer sa galerie d'art, qui n'a jamais été rouverte. À sa mort, son neveu Robert Pludowski, aussi artiste peintre, ouvre une galerie d'art où son présentés ses peintures, la maquette du projet du centre culturel et son atelier de peinture. Il était un membre influent de la communauté polonaise de Montréal. Sa femme Irena meurt en 2005 et est enterrée avec son époux.
Contrairement à la plupart des artistes au Canada de l'époque, il peint non avec des pinceaux, mais avec une spatule. Toutes ses peintures ont été réalisées à la spatule, ce qui leur donne une sensation d'une peinture tridimensionnelle. Il était aussi connu pour sa maîtrise des jeux de lumières et des couleurs.

## Œuvres
Christo Stefanoff a peint plus d'une centaine d'œuvres pendant son séjour au Canada. Il a aussi effectué plusieurs commandes religieuses, comme le démontrent ses 17 vitraux dans l'église de la Sainte-Trinité de Montréal (pl). Il a peint les vitraux de l'église de Sainte-Agathe-des-Monts et de la cathédrale de Saint-Jérôme.
- Arabe étoilé, huile sur carton, 47 × 34,5 cm, entre 1930 et 1965, vendue à Varsovie en 2021 pour 730 $ (USD)[5] ;
- Aiguille du mont Condor, huile sur toile, vers 1955, Val-David (collection Claude Lavallée)[3].

## Collections
- Municipalité de Val-David[3]
- Bibliothèque et Archives nationales du Québec[3]